# Arnaud Bazin (homme politique)
Pour les articles homonymes, voir Arnaud Bazin et Bazin.
Arnaud Bazin, né le 10 janvier 1959 à Rouen (Seine-Maritime), est un homme politique français. Membre du parti Les Républicains, il est sénateur du Val-d'Oise depuis 2017.

## Biographie
Vétérinaire de profession, il est élu maire de Persan en 1995 et conseiller général divers droite, élu dans le canton de Beaumont-sur-Oise, en 1998.
En 2010, Arnaud Bazin, président du groupe Union pour le Val-d'Oise au conseil général, demande à Jérôme Chartier, le président du comité départemental de l'UMP, de « relever Francis Delattre de ses fonctions » en raison de ses propos à l'endroit d'Ali Soumaré, tête de liste PS dans le Val-d'Oise pour les élections régionales de 2010. 
Lors des élections cantonales de 2011, Arnaud Bazin est réélu dans son canton par 69,50 % des voix au second tour. Le 31 mars 2011, il est élu président du conseil général du Val-d'Oise par 21 voix contre 18 à Didier Arnal, président sortant socialiste. Le Val-d'Oise est alors le seul département de France à passer d'une majorité de gauche à une majorité de droite. En raison de l'incompatibilité entre ses deux mandats, Arnaud Bazin quitte ses fonctions de maire de Persan et devient 8e adjoint au nouveau maire, Philippe Cousin.
À l'occasion des élections municipales de 2014 dans le Val-d'Oise, Arnaud Bazin est présent en 3e position sur la liste UMP-UDI d'Alain Kasse à Persan. Cette liste récoltant dès le premier tour 63,42 % des suffrages exprimés, Arnaud Bazin est élu conseiller municipal et communautaire à la Communauté de communes du Haut Val-d'Oise et en devient en avril suivant le président. Il n'est pas renouvelé en tant qu'adjoint au maire de Persan pour se consacrer à ses nouvelles fonctions communautaires.
Lors des élections départementales de 2015 dans le Val-d'Oise, Arnaud Bazin se présente dans le nouveau canton de l'Isle-Adam en binôme avec Chantal Villalard. Ils sont élus au 2d tour avec 68,78 % des voix face aux candidats FN. Il est ensuite réélu à la tête du conseil départemental.
Il rejoint le parti Les Républicains à l'automne 2015.
Lors des élections sénatoriales de 2017 dans le Val-d'Oise, il est élu sénateur du Val-d'Oise, et, frappé par la législation limitant le cumul des mandats, démissionne des présidences du conseil départemental du Val-d'Oise et de la communauté de communes du Haut Val-d'Oise où Catherine Borgne lui succède.
Nommé président de la « commission d'enquête sur l’influence croissante des cabinets de conseil privés sur les politiques publiques » en janvier 2022, il est à l'origine de « l'affaire McKinsey » qui met en lumière le recours par le gouvernement français à des prestations de cabinets de conseil « en lieu et place de l'administration »,. Avec Éliane Assassi, il dépose une « proposition de loi relative à l’intervention des cabinets de conseil privés dans les politiques publiques ».
En janvier 2023, il reçoit, avec Éliane Assassi, rapporteure de la commission d’enquête, le prix éthique de l’association Anticor pour ce travail sur l’influence des cabinets de conseil sur les politiques publiques.

## Détail des mandats et fonctions
- 1995 - 2011 : maire de Persan
- 2004 - 2015 : conseiller général, élu dans le canton de Beaumont-sur-Oise
- 2015 - 2021 : conseiller départemental, élu dans le canton de L'Isle-Adam
- 2011 - 2017 : président du conseil général puis départemental du Val-d'Oise
- 2014 - 2017 : président de la communauté de communes du Haut Val-d'Oise
- 2011 - 2020 : adjoint au maire de Persan
- depuis 2017 : sénateur du Val-d'Oise